# 소월로
소월로(素月路, Sowol-ro)는 대한민국 서울특별시 중구 남대문로4가 28에서 용산구 한남동 726-468에 이르는 3.8km의 도로다. 가변차로제가 시행되고 있는 왕복 5차선 도로다.

## 연혁
- 1966년 11월 26일 : ‘남산입구(중구 주자동 4-4)~시경앞~한남동(용산구 한남동 산10)’ 구간을 소월로(素月路)로 지정[1]
- 2010년 4월 22일 : 도로명 주소 고시

## 주요 경유지
서울특별시
- 중구(남대문로4가 - 남창동 - 남대문로5가)
- 용산구(후암동 - 용산동2가 - 이태원동 - 한남동)

## 노선
| 교차로·교량                 | 접속 노선       | 소재지          | 소재지          | 비고             |
| 세종대로와 직결             | 세종대로와 직결 | 세종대로와 직결 | 세종대로와 직결 | 세종대로와 직결  |
| --------------------------- | --------------- | --------------- | --------------- | ---------------- |
| 숭례문오거리                | 세종대로        | 중구            | 소공동          |                  |
| 숭례문오거리                | 남대문로        | 중구            | 소공동          |                  |
| 숭례문오거리                | 칠패로          | 중구            | 소공동          |                  |
| 숭례문오거리                | 남대문시장길    | 중구            | 소공동          |                  |
| 숭례문오거리                | 세종대로5길     | 중구            | 소공동          |                  |
| 숭례문오거리                | 세종대로7길     | 중구            | 소공동          |                  |
| 숭례문오거리                | 세종대로9길     | 중구            | 소공동          |                  |
| 남산육교 (퇴계로)           |                 | 중구            | 회현동          | 육교             |
| 도동삼거리                  | 소파로          | 중구            | 회현동          |                  |
|                             | 소월로2길       | 중구            | 회현동          | 교차로 이름 없음 |
| 용산구                      | 소월로2길       | 후암동          |                 | 교차로 이름 없음 |
| 용산구                      | 두텁바위로      | 후암동          |                 | 교차로 이름 없음 |
| 중구                        | 회현동          |                 |                 | 교차로 이름 없음 |
|                             | 소월로3길       | 용산구          | 후암동          | 교차로 이름 없음 |
| 용산2가동주민센터           | 소월로20길      | 용산구          | 용산2가동       |                  |
|                             | 소월로38길      | 용산구          | 이태원제2동     | 교차로 이름 없음 |
|                             | 회나무로44길    | 용산구          | 이태원제2동     | 교차로 이름 없음 |
| 남산관광고가차도 (한남대로) |                 | 용산구          | 한남동          | 육교             |
| 한남대로와 직결             |                 |                 |                 |                  |

## 부속도로
- ●: 전 구간 해당
- ▲: 일부 구간 해당
- ✖: 해당 없음

| 도로명       | 기점             | 종점             | 총연장 (m) | 차량 통행 가능 | 일방통행 | 소재지 | 소재지      |
| ------------ | ---------------- | ---------------- | ---------- | -------------- | -------- | ------ | ----------- |
| 소월로1길    | 남창동 209-5     | 남창동 244-1     | 79         | ●              | ✖        | 중구   | 회현동      |
| 소월로2길    | 남대문로5가 427  | 동자동 1-32      | 240        | ●              | ✖        | 중구   | 회현동      |
| 소월로2길    | 남대문로5가 427  | 동자동 1-32      | 240        | ●              | ✖        | 용산구 | 후암동      |
| 소월로2가길  | 후암동 444-14    | 후암동 454       | 148        | ●              | ✖        | 용산구 | 후암동      |
| 소월로2나길  | 후암동 446-43    | 후암동 448-123   | 221        | ▲              | ✖        | 용산구 | 후암동      |
| 소월로2다길  | 후암동 448-158   | 후암동 448-32    | 125        | ✖              | ✖        | 용산구 | 후암동      |
| 소월로3길    | 남대문로5가 467  | 회현동1가 산1-2  | 316        | ●              | ●        | 중구   | 회현동      |
| 소월로20길   | 용산동2가 1-1339 | 용산동2가 5-1236 | 431        | ●              | ✖        | 용산구 | 용산2가동   |
| 소월로26길   | 용산동2가 12-2   | 용산동2가 14-10  | 135        | ●              | ✖        | 용산구 | 용산2가동   |
| 소월로30길   | 용산동2가 5-1707 | 용산동2가 5-2072 | 314        | ●              | ✖        | 용산구 | 용산2가동   |
| 소월로38길   | 이태원동 262-74  | 이태원동 499     | 266        | ●              | ✖        | 용산구 | 이태원제2동 |
| 소월로38가길 | 이태원동 261-5   | 이태원동 260-129 | 208        | ✖              | ✖        | 용산구 | 이태원제2동 |
| 소월로40길   | 이태원동 260-289 | 이태원동 258-182 | 470        | ●              | ✖        | 용산구 | 이태원제2동 |
| 소월로44길   | 이태원동 260-373 | 이태원동 258-227 | 238        | ●              | ✖        | 용산구 | 이태원제2동 |
| 소월로44가길 | 이태원동 258-391 | 이태원동 258-228 | 222        | ✖              | ✖        | 용산구 | 이태원제2동 |